# Дневник Мурасаки Сикибу

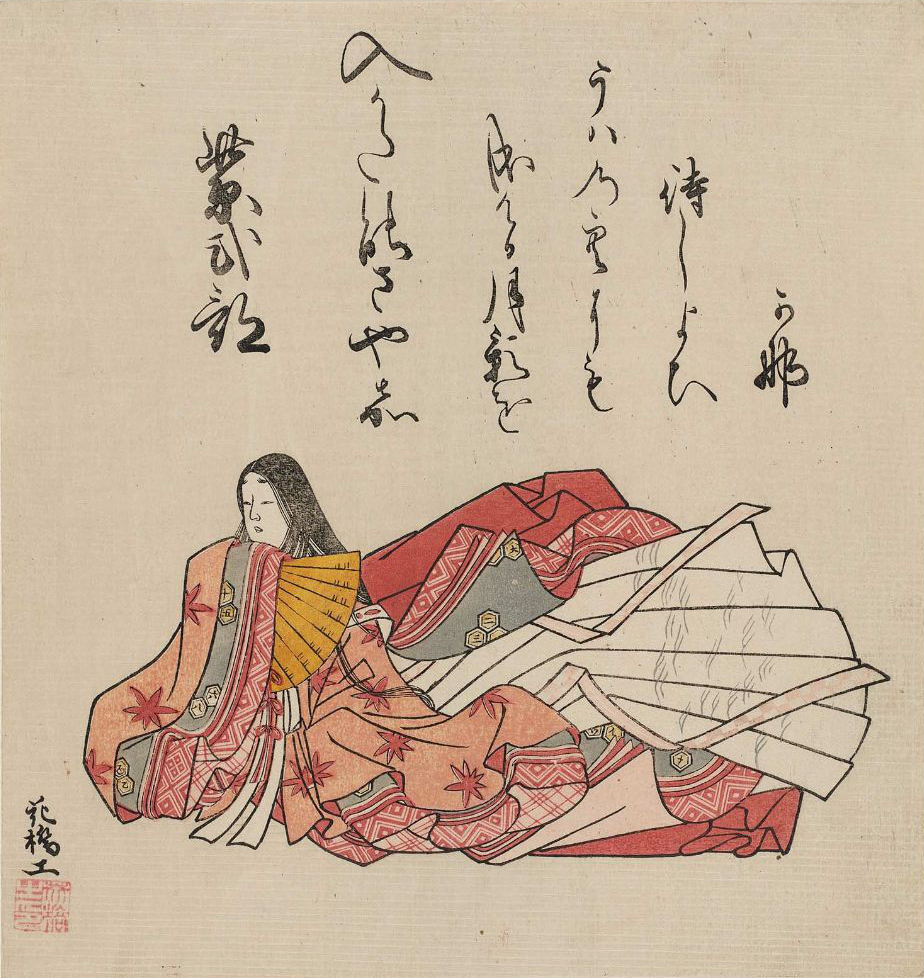
Процесс написания дневника Мурасаки Сикибу.

«Дневни́к Мураса́ки Сикибу́» (яп. 紫式部日記, «Мураса́ки-сикибу́ никки») — произведение японской литературы жанра никки, созданное Мурасаки Сикибу в эпоху Хэйан в 1010 году и написанное каной на позднем старояпонском языке. Сочинение выполнено в эстетке моно но аварэ, проза перемежается поэтическими произведениями жанра вака.

## Описание

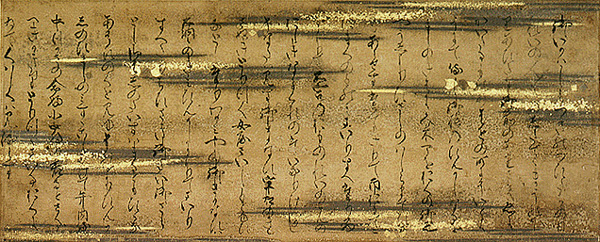
Часть эмакимоно «Мурасаки-сикибу никки», признанного Национальным сокровищем Японии в категории «живопись»

Громкая всемирная слава «Повести о Гэндзи» оттеснила «Дневник» Мурасаки Сикибу на второй план, сделав его гораздо менее известным. Всё-таки «Мурасаки-сикибу никки» обладает не только собственной художественной ценностью, но и является важнейшим источником биографических данных и анализа психологии писательницы, без которого восстановление её жизненного и творческого пути представлялось бы невозможным.
В. Н. Горегляд отметил, что не все критики относят данное сочинение к жанру никки: «В комментарии к „Дневнику Мурасаки-cикибу“ Цубои Ёситомо (1657—1725) писал, что это произведение не может быть названо дневником, поскольку оно не описывает каждодневные события».
В источниках встречаются 4 названия произведения: «Мурасаки-сикибу никки» («Дневник Мурасаки-сикибу»), «Мурасаки никки», «Мурасаки-но никки» («Дневник Мурасаки») и «Мурасаки-но ки» («Записки Мурасаки»). В сочинении описываются происходившие в свите императрицы Акико события периода 1008—1010 годов. По мнению исследователей, дневник был создан в 1010 году. Авторский автограф не сохранился. Произведение дошло в более поздних списках XV—XVII веков, но имеются более ранние фрагменты текста на свитках иллюстраций эмакимоно начала XIII века, которые «хранятся в пяти частных собраниях Японии и в общей сложности составляют 24 свитка рисунков кисти знаменитого художника Фудзивара Нобудзанэ (родился в 1176 году) и 24 свитка надписей, выполненных каллиграфом Гокёгоку Ёсицунэ». До наших дней также дошли выдержки из текста дневника, записанные Фудзивара Тэйка.
В то время как предшествовавшие никки, «Дневник эфемерной жизни» и «Дневник Идзуми-сикибу», имели в качестве основы поэтическую составляющую (стихотворения), источником «Дневника Мурасаки-сикибу» послужила проза, возможно письма писательницы своей дочери. Сочинение содержит 18 танок, состоит из двух тетрадей и включает две не связанные между собой части — «собственно дневниковую и критически-описательную».

## Издания на русском языке
- Мурасаки Сикибу. Дневник / Пер. с япон., предисл. и комм. А. М. Мещерякова. — СПб. : Гиперион, 1997. — 178 с. — (Японская классическая библиотека). — ISBN 5-89332-004-2. Первая публикация полного перевода на русский язык.
- Мурасаки Сикибу. Дневник / Пер. с япон., предисл. и комм. А. М. Мещерякова. — СПб. : Азбука, 2000. — 160 с. — 100 000 экз. — ISBN 5-267-00246-1.
- Мурасаки-сикибу. Японские средневековые дневники : Антология. — СПб. : Северо-Запад Пресс, 2001. — С. 399—469. — 624 с. — (Золотая серия японской литературы). — 3000 экз. — ISBN 5-93698-043-X.